# Marneuli
Marneuli (gruzínsky: მარნეული) je město v Gruzii nacházející se jižně od hlavního města Tbilisi nedaleko gruzínsko-arménsko-ázerbájdžánské hranice kraje Kvemo Kartli.
Před rokem 1947 se tato osada jmenovalo Borčali a do roku 1952 Sarvan. V roce 1964 získalo Marneuli statut města a bylo zde vybudováno armádní letiště. Dnes zde proto působí vojáci gruzínského letectva. 8. srpna 2008 proto byla tato základna terčem ruských bombardérů během konfliktu o Jižní Osetii.
Díky své poloze je město z velké většiny osídleno gruzínskými Ázerbájdžánci (tvoří přes 80 % populace). Ve městě v roce 2009 žilo na 22 tisíc obyvatel. V roce 2008 byla ve městě slavnostně zahájena výuka na Gruzínsko-ázerbájdžánské Heydar Alijevově humanitní univerzitě.